# Figulus sublaevis
Figulus sublaevis – gatunek chrząszcza z rodziny jelonkowatych i plemienia Figulini.

## Biologia
Gatunek tej jest atakowany przez pasożytnicze nicienie: Thelastoma toxi i Thelastoma figuli oraz wirusa: Figulus laevis entomopoxvirus (FSEV) z rodzaju Alphaentomopoxvirus.

## Występowanie
Podgatunek F. s. decipiens występuje na Wyspach Św. Tomasza i Książęcej, zaś F. s. sublaevis jest szeroko rozprzestrzeniony od Afryki Zachodniej po Nową Zelandię i znaleziony został w: Tanzanii, Beninie, Senegalu, Kamerunie, Togo, Wybrzeżu Kości Słoniowej, Gwinei, Zairze, Mozambiku, Wyspie Książęcej, Angoli, Zambii, Madagaskarze, Komorach i Nowej Zelandii.

## Podgatunki
Wyróżnia się dwa podgatunki:
- Figulus sublaevis decipiens Albers, 1884
- Figulus sublaevis sublaevis (Beauvois, 1805)